# Dikrella fumida
Dikrella fumida är en insektsart som först beskrevs av Henry Fairfield Osborn 1928.  Dikrella fumida ingår i släktet Dikrella och familjen dvärgstritar.
Artens utbredningsområde är Bolivia. Inga underarter finns listade i Catalogue of Life.